# Biosteres analis
Biosteres analis är en stekelart som först beskrevs av Wesmael 1835.  Biosteres analis ingår i släktet Biosteres och familjen bracksteklar. Arten är reproducerande i Sverige. Inga underarter finns listade.